# Inverness (Illinois)
Inverness – wieś w Stanach Zjednoczonych, w stanie Illinois, w hrabstwie Cook.